# Linka Ginza
Linka Ginza (japonsky 銀座線) je linka tokijského metra a nejstarší linka metra v Asii. Její první úsek Asakusa – Ueno byl otevřen v roce 1927. Je dlouhá 14,3 km a spojuje nádraží Asakusa a Šibuja. Má devatenáct zastávek, její barva je oranžová a její značka velké G. Patří soukromé společnosti Tokyo Metro.

## Zastávky
- Šibuja, přestup na linky Jamanote, Saikjó a Šónan-Šindžuku společnosti JR East, linky metra Hanzómon a Fukutošin společnosti Tokyo Metro, linku Keió Inokašira soukromé společnosti Keió a linky Tókjú Tojoko a Tókjú Den-en-toši soukromé společnosti Tókjú.

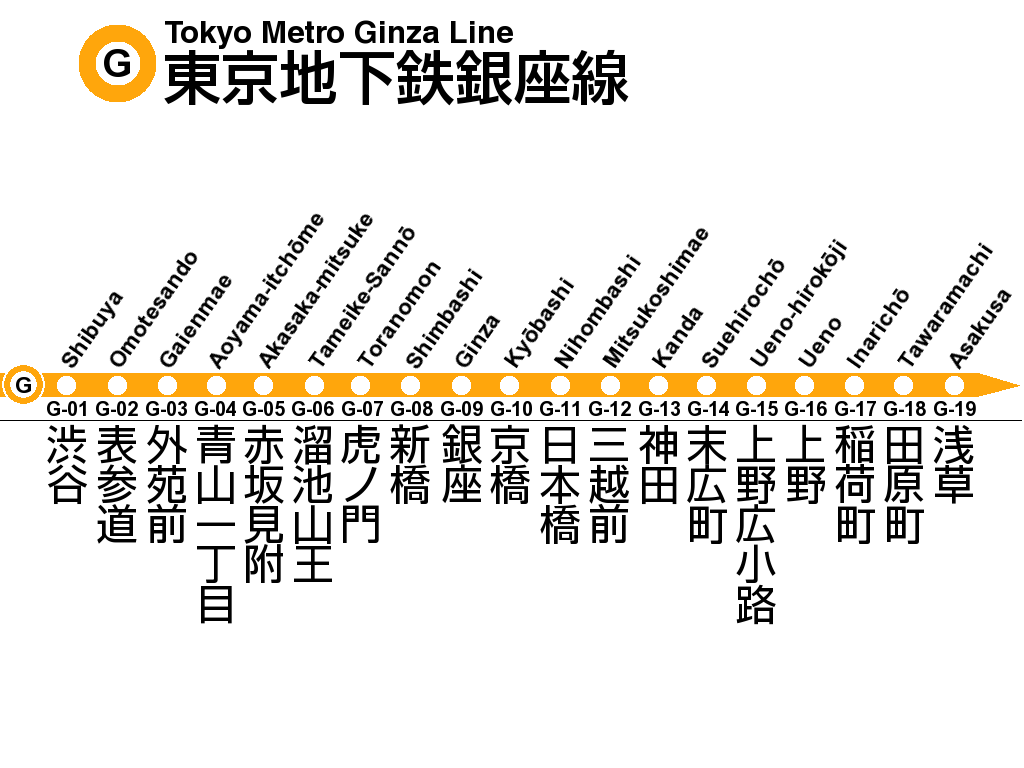
Seznam stanic na lince Ginza

- Omote-sandó, přestup na linky metra Čijoda a Hanzómon společnosti Tokyo Metro

- Gaiemmae, bez přestupu
- Aojama-itčóme, přestup na linky metra Hanzómon společnosti Tokyo Metro a linku metra Óedo společnosti Tóei
- Akasaka-micuke, přestup na linky metra Marunouči, Namboku, Hanzómon a Júrakučó společnosti Tokyo Metro
- Tameike-sannó, přestup na linky metra Marunouči, Namboku a Čijoda společnosti Tokyo Metro
- Toranomon, bez přestupu
- Šimbaši, přestup na linku metra Asakusa společnosti Tóei, linku Jurikamome a linky Jokosuka, Jamanote, Keihin-Tóhoku, Tókaidó a Ueno-Tókjó společnosti JR East,
- Ginza, přestup na linky metra Marunouči a Hibija společnosti Tokyo Metro
- Kjóbaši, bez přestupu
- Nihombaši, přestup na linku metra Tózai společnosti Tokyo Metro a linku metra Asakusa společnosti Tóei

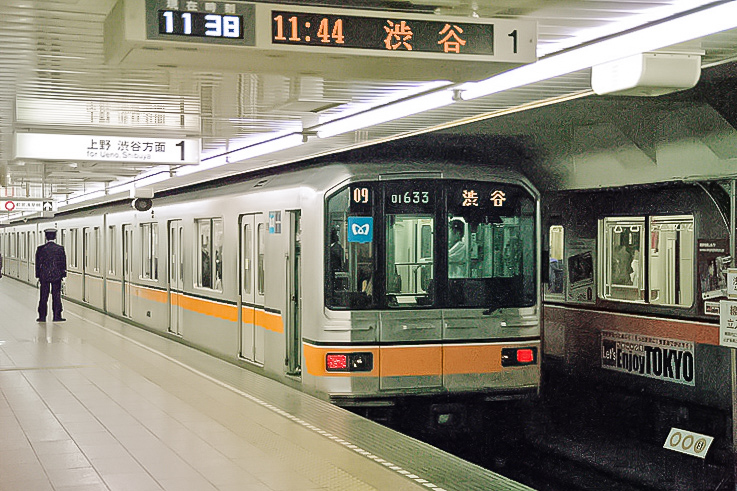
Vlaková souprava linky Ginza

- Micukošimae, přestup na linku metra Hanzómon společnosti Tokyo Metro a linku Jokosuka společnosti JR East

- Kanda, přestup na linky Jamanote, Keihin-Tóhoku a Čúó společnosti JR East
- Suehiročó, bez přestupu
- Ueno-hirokódži, přestup na linku metra Hibija společnosti Tokyo Metro, linku metra Óedo společnosti Tóei a linky Jamanote a Keihin-Tóhoku společnosti JR East
- Ueno, přestup na linku metra Hibija společnosti Tokyo Metro, linku Keisei soukromého dopravce Kaisei, linky Jamanote, Keihin-Tóhoku, Ueno-Tókjó, Tóhoku, Džóban a linky šinkansen Tókaidó, Sanjó, Tóhoku, Hokuriku, Džóecu, Akita, Jamagata a Hokkaidó všechny patřící společnosti JR East.
- Inaričó, bez přestupu
- Tawarimači, bez přestupu
- Asakusa, přestup na linku metra Asakusa společnosti Tóei a linku Tóbu Sky Tree soukromého dopravce Tóbu